# SNCB 62 sorozat
Az SNCB 62 sorozat egy Bo-Bo tengelyelrendezésű dízelmozdony-sorozat. Az SNCB üzemelteti. Összesen 136 db készült belőle 1961 és 1966 között. Ezek a mozdonyok megtalálhatók egész Belgium területén. Öt darab el lett adva az ACTS-nek Hollandiába. Négy mozdony (6225, 6227, 6313 és 6324) fel van szerelve a TBL2 vonatbefolyásolóval és Scharfenbergkupplunggal. ezek a gépek a belga HSL 2 nagysebességű vonalon is közlekedhetnek, hogy kisegítsék a műszaki hibás TGV motorvonatokat. Ezeknek a mozdonyoknak az orrára van festve egy TBL2 felirat.